# Мартиненко Володимир Никифорович
Марти́ненко Володи́мир Ники́форович (6 жовтня 1923, село Горбулів, Волинська губернія, Українська Соціалістична Радянська Республіка, СРСР (нині Черняхівський район, Житомирська область, Україна) — 18 квітня 1988, Київ, Українська РСР, СРСР) — український радянський дослідник загальної історії, історії міжнародних відносин, дипломат. Кандидат історичних наук. Член ЦК КПУ в 1981—1986 роках. Депутат Верховної Ради УРСР 10-го скликання. Постійний представник Української РСР при ООН (1973—1979). Міністр закордонних справ Української РСР (1980—1984).

## Життєпис
Народився в селянській родині. 1940 року після закінчення середньої школи вступив до Київського авіаційного інституту. 
З початком німецько-радянської війни (1941) – на фронті. Закінчив Харківське військове авіаційне технічне училище. Брав участь в обороні Києва, визволенні України, в Берлінській операції у складі Воронезького, Степового, 1-го та 2-го Українських фронтів. Член ВКП(б) з 1946 року.
Після демобілізації навчався на факультеті міжнародних відносин Київського державного університету, який закінчив у 1951.
Працював старшим референтом в Українському товаристві дружби і культурного зв’язку з зарубіжними країнами. З 1956 року – на партійній роботі: інструктор сектору із добору кадрів для Міністерства закордонних справ Української РСР, консультант в апараті ЦК КПУ.
У 1961–1964 навчався в Академії суспільних наук при ЦК КПРС, де захистив кандидатську дисертацію (1964).
У 1965–1968 — перший секретар з політичних питань Посольства СРСР у Канаді.
У 1968–1973 — заступник міністра закордонних справ Української РСР.
У 1973–1979 — Постійний представник Української РСР при ООН
У 1980–1984 — міністр закордонних справ Української РСР у ранзі Надзвичайного і Повноважного посла.
У 1984–1988 — старший науковий  співробітник Інституту історії АН УРСР.
Обирався депутатом Верховної Ради УРСР 10-го скликання у 1980 — 1985 р, делегатом XXVI з'їзду КПРС та XXVI з'їзду КПУ. 

### Нагороди
- Ордени Трудового Червоного Прапора
- Великої Вітчизняної війни II ступеня
- Червоної Зірки
- Дружби народів
- Почесна грамота Президії Верховної Ради Української РСР
- медалі

### Праці
- Мартиненко В.Н. Канада в лабетах американських монополій. – К., 1964.
- Член редколегії із підготовки збірника документів і матеріалів «Українська РСР на міжнародній арені (1971–1975 рр.)» (К., 1981);
- Член редколегії із підготовки довідника «Українська РСР у міжнародних організаціях» (К., 1984).